# Galina Diemykina
Galina Nikołajewna Diemykina (ros. Галина Николаевна Демыкина; ur. 4 lutego 1925, zm. 23 czerwca 1990) – radziecka pisarka i poetka. Autorka m.in. książek dla dzieci oraz scenariuszy do filmów rysunkowych. Żona pisarza Gieorgija Balla.
W 1963 roku zdobyła nagrodę magazynu "Ogoniok", a w 1968 – nagrodę Goskomisdata ZSRR. Jej książki były znane nie tylko w Rosji, ale również tłumaczone na inne języki: francuski, niemiecki, włoski i polski.

## Twórczość

### Książki
- Dwie wiosny[2] (Две весны)[3]
- Jaki świat jest mały
- Maski[4] (маски)[5]
- Wieś Czapelkowo, dom numer jeden[6] (Деревня Цапельки, дом один)[7]

### Scenariusze filmowe
- 1972: Pasikonik (wraz z Gieorgijem Ball)

## Literatura
- Demykina  Galina, Dwie wiosny, przeł. z ros. Danuta Wawiłow, "Nasza Księgarnia", Warszawa 1975.
- Demykina  Halina, Jaki świat jest mały: opowiadania, tł. z ros. Elżbieta Wassongowa, "Nasza Księgarnia", Warszawa 1970.
- Demykina Galina, Maski, tł. z ros. Irena Bajkowska, "Czytelnik", Warszawa 1976.
- Diemykina G., Ball G., Pasikonik: Bajka filmowa, Biuro Propagandy Radzieckiej Sztuki Filmowej, Związek Filmowców ZSRR, 1983.
- Demykina Halina, Wieś Czapelkowo dom numer jeden, przeł. z ros. Helena Bechlerowa, "Nasza Księgarnia", Warszawa 1977.